# Le bateau sur l’herbe
Le bateau sur l’herbe ist ein französischer Spielfilm aus dem Jahr 1971 von Gérard Brach, mit Claude Jade, Jean-Pierre Cassel und John McEnery.

## Handlung
Die Freunde Olivier (John McEnery) und David (Jean-Pierre Cassel) bauen auf der Wiese von Oliviers Landsitz ein Schiff, mit dem sie zur Osterinsel reisen möchten. Als der arme David das Pariser Appartement seines reichen Freundes aufsucht, um die Galionsfigur zu holen, lernt er Eléonore kennen. Das Mädchen hält ihn für gut betucht. David lässt sie in der Wohnung zurück, wo Olivier sie am nächsten Morgen trifft. Sie folgt ihm auf den Landsitz, wo sich herausstellt, dass Olivier, der von ihm gepriesene Freund, der wohlhabende ist. Er verjagt einen jungen Liebhaber seiner zu Besuch weilenden exaltierten Mutter (Valentina Cortese), die nun abreist. Er bittet Eléonore, zu bleiben. Eléonore fügt sich ein in das Idyll, doch sie ist eigennützig, wird eifersüchtig auf die tiefe und innige Liebe zwischen den Freunden. Als Olivier zu David sagt, dass es solche Tussis („Gonzesses“) wie Eléonore überall gebe, beschmiert sie das Laken mit der Aussage „La Gonzesse est partie“ und geht. Olivier holt den Wagen, in dem sie per Autostop wegfährt, ein und kann Eléonore erneut zum Bleiben überreden. Beim Aussteigen aus dem Anhalterauto zerkratzt sie sich die Schulter. Dass Olivier absolut nicht mit ihr schlafen will, ist für Eleonor eine weitere Demütigung. Sie behauptet später gegenüber David, Olivier habe ihr die Kratzer zugefügt. Als sie das als einen Scherz, einen schlechten zwar, aber einen Scherz aufklärt, glaubt David ihr nicht mehr. Die Taufe des Schiffs auf den Namen Eléonore wird zum Drama, das damit endet, dass Olivier David fortjagt. Er fährt sein Auto in das Schiff und springt bei voller Fahrt aus dem Wagen, Auto und Schiff fangen Feuer. Gerade als der Bus kommt, mit dem Eléonore und David fortfahren wollen, hört David die Hupe von Oliviers Auto. Er rennt zum Schiff und wähnt Olivier im brennenden Auto. Olivier, der das Feuer aus dem Gebüsch beobachtet hat, freut sich, dass David zu ihm zurückgekehrt ist und ruft nach ihm. Der steht neben dem Auto, aus dem er Olivier retten wollte und lächelt. Dann explodiert das Auto. Olivier kniet weinend vor den Flammen des niederbrennenden Schiffes, in denen sein Freund stirbt.

## Hintergründe
Die Autoren Gérard Brach und Roman Polański verarbeiten in „Le bateau sur l'herbe“ ihre eigene Beziehung. Das poetische und betörende kleine Meisterwerk, in dem Claude Jade erstmals eine negative Rolle erhielt, war offizieller Beitrag Frankreichs auf den Filmfestspielen Cannes. Der Film wurde für den Grand Prix und den Prix du Jury nominiert.